# Anatol E. Baconsky
Anatol Eftimie Baconsky (n. 16 iunie 1925, Cofa, România – d. 4 martie 1977, București, România) a fost un eseist, poet, prozator, publicist, teoretician literar și traducător român de orientare modernistă, asociat și cu mișcarea suprarealistă din România. Este tatăl diplomatului, scriitorului și politicianului Teodor Baconschi. A publicat sub numele A. E. Baconsky.

## Familia
A fost fiul lui Eftimie Baconsky, preot ortodox basarabean, și al Liubei. Inițiala E. din numele său provine de la prenumele tatălui, Eftimie, după obicei rusesc. A fost fratele criticului și istoricului literar Leon Baconsky, respectiv tatăl lui Teodor Baconschi.

## Studiile
A urmat liceul la Chișinău și la Râmnicu Vâlcea. Între 1946 și 1949 a frecventat cursurile Facultății de Drept a Universității din Cluj. A debutat cu versuri în revista pentru copii „Mugurel” din Drepcăuți (1943), cu eseu în „Tribuna nouă” din Cluj (1945), iar debutul editorial s-a produs în 1950 cu volumul Poezii. A fost redactor-șef al revistei „Almanah literar”, devenită ulterior „Steaua”, de la Cluj (1953-1959). Dacă în primii ani poezia sa este apropiată de poetica realismului socialist, la maturitate devine un poet neo-expresionist. La Congresul Scriitorilor din 1956 atacă principiile dogmatice ale proletcultismului. Traduce mult din lirica universală, din Salvatore Quasimodo, Carl Sandburg, Arthur Lundkvist și este autorul volumului Panorama poeziei universale contemporane, un compendiu al poeziei moderniste europene. A murit în cutremurul din 4 martie 1977.

## Opera (selectiv)

### Volume de poezii
- Copiii din valea Arieșului, 1951
- Cântece de zi și noapte, 1954
- Două poeme, 1956
- Fluxul memoriei, 1957; volum retrospectiv, 1967
- Dincolo de iarnă, 1957
- Imn către zorii de zi, 1962
- Fiul risipitor, 1964
- Cadavre în vid, 1969
- Corabia lui Sebastian, 1978, volum postum

### Proză
- Echinoxul nebunilor și alte povestiri antologie de povestiri, 1967
- Biserica neagră, roman, în Scrieri, vol. II, ediție postumă, 1990

### Eseuri -- Publicistică
- Colocviu critic, 1957
- Meridiane. Pagini despre literatura universală contemporană, 1965, ed. a II-a, 1969
- Remember, vol. I-II, 1968
- Botticelli, Editura Meridiane, 1976
- Botiicelli ca ilustrator al lui Dante, 1978, Editura Meridiane.

### Traduceri
- Poeți clasici coreeni, 1960
- Salvatore Quasimodo, Versuri, 1961; a doua ediție, 1968
- Jorge Semprún, Marea călătorie, 1962
- Artur Lundkvist, Versuri, 1963
- Poeți și poezie, 1963
- Mahabharata – Arderea zmeilor, 1964
- Carl Sandburg, Versuri, 1965
- Panorama poeziei universale contemporane, 1972

## În alte limbi
- Néma pillanat (Reculegere), traducere în limba maghiară de Kányádi Sándor. Bukarest, 1965.[7]

## Premii
- Premiul Uniunii Scriitorilor din România (1969; 1972)

### Distincții
- Ordinul Muncii clasa a III-a (21 august 1954) „pentru merite deosebite pe tărîmul construcției de stat, economice, sociale și culturale, cu ocazia celei de a zecea aniversări a eliberării patriei noastre”[8]